# 1952 (numero)
Millenovecentocinquantadue (1952) è il numero naturale dopo il 1951 e prima del 1953.

## Proprietà matematiche
- È un numero pari.
- È un numero composto da 12 divisori: 1, 2, 4, 8, 16, 32, 61, 122, 244, 488, 976, 1952. Poiché la somma dei suoi divisori (escluso il numero stesso) è 1954 > 1952, è un numero abbondante.
- È un numero di Smith nel sistema numerico decimale.
- È un numero ondulante nel sistema posizionale a base 11 (1515).
- È un numero semiperfetto in quanto pari alla somma di alcuni (o tutti) i suoi divisori.
- È esprimibile in un solo modo come somma di due quadrati: 1952 = 1936 + 16 = 442 + 42.
- È un numero pratico.
- È un numero odioso.
- È parte delle terne pitagoriche (352, 1920, 1952), (1464, 1952, 2440), (1952, 3465, 3977), (1952, 3660, 4148), (1952, 7314, 7570), (1952, 7686, 7930), (1952, 14820, 14948), (1952, 15555, 15677), (1952, 29736, 29800), (1952, 59520, 59552), (1952, 119064, 119080), (1952, 238140, 238148), (1952, 476286, 476290), (1952, 952575, 952577).

## Astronomia
- 1952 Hesburgh è un asteroide della fascia principale del sistema solare.

## Astronautica
- Cosmos 1952 è un satellite artificiale russo.